# Mimusaspis badulae
Mimusaspis badulae är en insektsart som beskrevs av Mamet 1943. Mimusaspis badulae ingår i släktet Mimusaspis och familjen pansarsköldlöss.
Artens utbredningsområde är Mauritius. Inga underarter finns listade i Catalogue of Life.